# Eugene Dynkin
Eugene B. Dynkine (en russe : Евгений Борисович Дынкин, Evgueni Borissovitch Dynkine), né le 11 mai 1924 à Leningrad (URSS) et mort le 14 novembre 2014 à Ithaca (État de New York, États-Unis), est un mathématicien russe.

## Biographie
Dynkine vit à Leningrad jusqu'en 1935, lorsque son père est accusé d'être un ennemi du peuple et sa famille exilée au Kazakhstan.
À 16 ans, en 1940, malgré les difficultés politiques de son père, Dynkine entre à l'université de Moscou. Il évite le service militaire durant la Seconde Guerre mondiale à cause de ses problèmes de vue, et reçoit son doctorat en 1948. Il devient assistant professeur à Moscou, mais n'a pas de poste permanent avant 1954 pour des raisons politiques, et malgré l'aide d'Andreï Kolmogorov.
Après avoir étudié les algèbres de Lie, il s'oriente vers les processus de Markov, au début des années 1950.
En 1962, il est invité pour la première fois à donner une conférence plénière au congrès international des mathématiciens, mais c'est Kolmogorov qui s'en charge car Dynkine n'est pas autorisé à quitter le pays.
En 1968, Dynkine est transféré à l'Institut central d'économie et de mathématiques (en) de l'Académie des sciences de l'URSS, où il travaille en théorie de la croissance économique et de l'équilibre économique.
Il reste dans cet institut jusqu'en 1976, année où il émigre aux États-Unis. Il devient alors professeur à l'université Cornell et continue de produire des articles de haut niveau malgré un âge avancé.

## Travaux
Il contribue à la théorie des probabilités et à l'algèbre, surtout dans les domaines des groupes de Lie semi-simples, des algèbres de Lie et des processus de Markov. Les diagrammes de Dynkine portent son nom.

## Publications
- (en) Theory of Markov Processes, Prentice-Hall, 1961[3]
- (en) Die Grundlagen der Theorie der Markoffschen Prozesse, Springer Verlag, coll. « Grundlehren der mathematischen Wissenschaften, Band 108 », 1961[3]
- (en) Markov Processes, Springer Verlag, coll. « Grundlehren der mathematischen Wissenschaften », 1965
- (en) Controlled Markov Processes, Springer Verlag, coll. « Grundlehren der mathematischen Wissenschaften », 1979
- (en) Markov Processes and Related Problems of Analysis,  Selected Papers, Cambridge University  Press, coll. « London Math. Soc. Lecture Notes Series, 54 », 1982
- (en) Eugene B. Dynkin, Selected papers of E. B. Dynkin with commentary, Providence, R.I., American Mathematical Society, 2000, 798 p. (ISBN 978-0-8218-1065-1, MR 1757976, lire en ligne)
- (en) Diffusions, Superdiffusions and Partial Differential Equations, AMS Colloquium Publications, 2002[4]
- (en) Superdiffusions and Positive Solutions of Nonlinear Partial Differential Equations, American Mathematical Society, 2004

## Distinctions
- 1962 : orateur au Congrès international des mathématiciens
- 1993 : prix Leroy P. Steele
- 1997 : docteur honoris causa de l'université Pierre-et-Marie-Curie (UPMC)